# Zimbabwe Rhodesia
Lo Zimbabwe Rhodesia fu uno Stato senza riconoscimento internazionale dell'Africa meridionale, esistito dal 1º giugno fino al 12 dicembre 1979.
Lo Zimbabwe Rhodesia fu preceduto dalla Rhodesia e seguito, dopo un breve ritorno della sovranità britannica come Rhodesia Meridionale, dallo Zimbabwe.